# Convention constitutionnelle (Australie)
Pour les articles homonymes, voir Convention constitutionnelle.

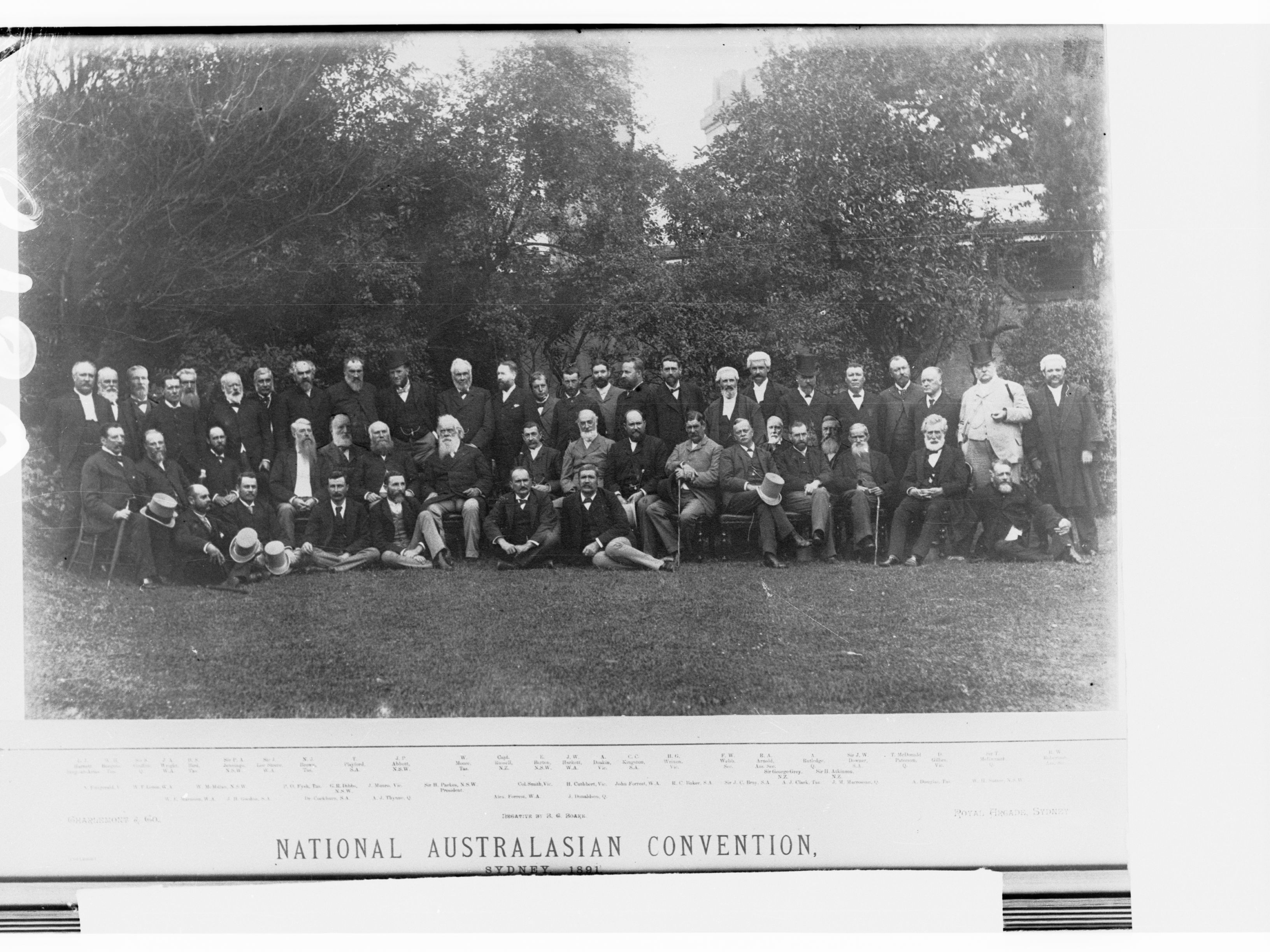
Convention Constitutionnelle (Australie)

L'Australie a connu quatre conventions constitutionnelles (anglais : Constitutional Convention) au cours de son histoire, deux dans les années 1890 pour mettre au point la constitution australienne en préalable à la fédération de 1901, une entre 1973 et 1975 pour réfléchir à l'évolution de la constitution qui n'eut pas d'effet concret et une autre en février 1998 qui a déclenché le référendum australien de 1999 sur l'abandon de la monarchie, rejeté par les électeurs.

## Convention de 1891
La Convention australasienne nationale (National Australasian Convention), également appelée convention fédérale (Federal Convention) ou convention sur la fédération (Federation Convention) a réuni 50 délégués nommés par les parlements des six colonies australiennes et de la Nouvelle-Zélande du 2 mars au 9 avril 1891 à Sydney. Le premier projet de constitution australienne (Commonwealth Bill) y a été rédigé mais les discussions n'ont pas débouché sur la fédération australasienne souhaitée par ses promoteurs et peu après la Nouvelle-Zélande s'est éloignée du projet.

## Convention de 1897-1898
La convention fédérale australasienne (Australasian Federal Convention) s'est déroulée entre mars 1897 et février 1898 à Adélaïde (sous le nom National Australasian Convention), Sydney puis Melbourne. Des délégués de cinq des six colonies australiennes (le Queensland était absent) y ajustèrent le projet de constitution. Celui-ci fut ensuite à deux reprises soumis au vote populaire entre juin 1898 et juillet 1900 et déboucha sur la fédération de l'Australie le 1er janvier 1901.

### Sources primaires
- (en) New South Wales, Official report of the National Australasian Convention debates, Sydney, 2 March to 9 April, 1891, Sydney, George Stephen Chapman, 1891 (lire en ligne).
- (en) South Australia, Official report of the National Australasian Convention Debates : Adelaide, March 22 to May 5,1897, Adélaïde, C. E. Bristow, 1897 (lire en ligne).
- (en) New South Wales, Official records of the debates of the Australasian Federal Convention : Second Session, Sydney, 2nd to 24th September, 1987, Sydney, William Applegate Gullick (en), 1897 (lire en ligne).
- (en) Victoria, Official record of the debates of the Australasian Federal Convention : Third session, Melbourne, 20th January to 17th March, 1898, Melbourne, Robt. S. Brain, 1898 (lire en ligne).

### Sources secondaires
- (en) Nicholas Aroney, The Constitution of a Federal Commonwealth : The Making and Meaning of the Australian Constitution, Cambridge, Cambridge University Press, 2009, 426 p. (ISBN 978-0-521-88864-6, lire en ligne).
- (en) Helen Irving, The Centenary Companion to Australian Federation, Cambridge, Cambridge University Press, 2010.